# Beretta M1938
Die Beretta M1938, auch bekannt als MAB 38 (Moschetto Automatico Beretta), war eine italienische Maschinenpistole, die im Zweiten Weltkrieg und der Nachkriegszeit zum Einsatz kam.

## Geschichte
Die MAB 38 war eine Nachfolgekonstruktion der 1918 ebenfalls von Tullio Marengoni für Beretta entworfenen MAB 18, die wiederum auf dem Mechanismus der Villar-Perosa beruhte. Die Waffe wurde beim italienischen Heer eingeführt und erwies sich bei ihrem Einsatz als robust und zuverlässig. Lieferungen gingen zudem an die deutsche Wehrmacht, wo sie als Maschinenpistole 738 (i) beziehungsweise 739 (i) geführt wurde. Die Produktion wurde bis lange nach dem Zweiten Weltkrieg fortgesetzt, die letzten Exemplare verblieben bis in die 1970er Jahre hinein im Einsatz des italienischen Militärs.
In den 1950er Jahren wurde auch der Bundesgrenzschutz mit der Waffe ausgerüstet. Rund 740 Stück gingen davon ab 1955 an die Bundeswehr. Unter dem Namen MP1 wurde die Waffe an Truppführer ausgegeben und wurde ab 1959 durch die MP2 (UZI) ersetzt.

## Technik

Seiten- und Draufsicht einer M1938 mit Beschreibungen

Im Gegensatz zum Ausgangsentwurf wurde das stärkere Kaliber 9-mm-Parabellum gewählt und eine Mündungsbremse angebracht. Die Waffe selbst wurde mit sehr aufwändigen Frästechniken hergestellt, was die industrielle Massenherstellung kostspielig machte und das Gewicht der Waffe erhöhte. Dafür war die Beretta sehr robust und präzise, der Kompensator ermöglichte eine hohe Trefferdichte. Ein Wahlschalter für den Feuermodus existierte nicht, dafür aber der charakteristische Doppelabzug. Der vordere Abzug löste Einzel-, der hintere Dauerfeuer aus. Sollte nur der Einzelfeuerabzug verwendet werden, konnte der Dauerfeuerabzug durch einen Sicherungsschalter blockiert werden. Im Laufe der Zeit wurde die Fertigung schrittweise auf billigere Metallprägetechnik umgestellt, weshalb mehrere Varianten entstanden.

## Varianten
- M1938: perforierter Kühlmantel, Bajonetthalter, verstellbare Visiereinrichtung, Mündungsbremse mit zwei großen Schlitzen parallel zum Lauf
- M1938 A: wie M1938, aber ohne Bajonetthalter und mit veränderter Mündungsbremse mit vier kleinen Schlitzen quer zum Lauf
- M1938/42: Variante zur Vereinfachung der Produktion. Der Kühlungsmantel wurde entfernt, der Lauf und die Holzbauteile verkürzt, die verstellbare Visiereinrichtung durch eine einfache Ausführung ausgetauscht und die Mündungsbremse erhielt zwei anstelle von vier Schlitzen quer zum Lauf
- M1938/43: wie 38/42, aber mit vereinfachtem Lauf
- M1938/44: veränderter Rückholfedermechanismus, ähnlich Sten Gun
- M1938/49: Nachkriegsmodell, lieferbar auch mit Klapp- oder Teleskopschaft; alternative Bezeichnungen Modell 4 und Modell 5